# 搜狗云输入法
搜狗云输入法是2009年11月 由搜狐（NASDAQ：SOHU）公司推出的一款基于JavaScript，利用Ajax通信原理，B/S结构，通过云计算技术的概念性汉语拼音输入法产品。

## 运行平台
搜狗云输入法可运行在多种操作系统的浏览器中。官方的搜狗云输入法只能在网页上或通过搜狗拼音输入法使用，通过在浏览器中运行一段JavaScript，就可以使用搜狗云输入法进行中文输入；搜狗拼音输入法中也整合了搜狗云输入法，在用户通过搜狗拼音输入法输入文本时，它会自动通过网络得到运算结果，并作为第二候选词。为了方便用户的使用，官方也推出了搜狗云输入法的Firefox插件与Chrome插件。
到目前为止，搜狗云输入法未开放任何API。不过，已经出现了一些第三方的输入法实现，如跨平台的小小输入法，以及Fcitx输入法的云模块，通过将用户输入的拼音发送给搜狗云输入法的服务器，以达到在桌面上使用搜狗云输入法的效果。

## 特点
搜狗云输入法不依赖任何本地语言模型和词库，完全靠服务器提供运算支持。由于服务器采用的是共4GB三元模型和trigger模型，200万词的词库，语言模型和词库均非常庞大，因此和一般拼音输入法相比，准确率较高。搜狐自称其“短句输入正确率为94%，长句输入正确率84%”。。

## 评价
搜狗云输入法精确率高，词汇量大，可以方便输入生僻词汇，提高了打字效率。具有跨平台的特征，而且不受本地操作系统的限制，方便了使用多种操作系统或本地操作系统受到限制 （如网吧）的用户。然而搜狗云输入法依赖网络，而且只能在网页上使用，在网络状况不好时将难以使用，输入效率不如一般的本地输入法。 也不能在办公软件或即时通讯软件上使用，没有很大的应用价值。还有一部分人IT博客作者与开发者认为，搜狗云输入法根本不是真正的云计算，本质上只是Web应用程序，是云计算的概念炒作。